# エアソミュール
エアソミュール（欧字名:Air Saumur、2009年3月15日 - ）は、日本の競走馬。主な勝ち鞍に2014年の毎日王冠、鳴尾記念。

## 経歴

### 2歳（2011年）
11月20日の新馬戦（京都芝1800ｍ）でデビューし、初戦は4着に敗れる。2戦目の未勝利戦で3着と着順を上げると、続く未勝利戦を1.9倍の人気に応え中団から脚を伸ばして1着、初勝利を挙げた。

### 3歳（2012年）
3歳初戦、3歳500万下は5着に敗れたが、つばき賞を2着以下に2馬身差をつけて快勝。2勝目を飾る。重賞初挑戦となった毎日杯は11着、2番人気で出走したプリンシパルステークスは13着と2戦続けて惨敗に終わる。4か月後、古馬との初対戦となった玄海特別は4着に敗れる。次走、鳴滝特別は好位から4コーナーで先頭に立つと1馬身3/4差をつけて1着、3勝目を挙げると昇級初戦の比叡ステークスも好位から抜け出してメイショウカドマツ以下に1馬身1/4差をつけて連勝、オープンに昇級した。昇級戦、金鯱賞は最下位の12着と大敗した。

### 4歳（2013年）
3か月後、4歳初戦となった大阪城ステークスは中団から伸びてサクラアルディードに1馬身半差をつけて完勝、5勝目を挙げた。次走、都大路ステークスはリルダヴァル、マイネルラクリマに続く3着、鳴尾記念は後方から上がり最速で追い込んだが4着までに終わった。続く巴賞は中団から直線で早めに抜け出し、サトノギャラントを1馬身3/4振り切ってオープン2勝目を挙げた。1番人気に推された函館記念は中団から伸びず10着に終わる。続く札幌記念は11着と着順を下げた。4か月後、ディセンバーステークスは直線で馬群を割って抜け出し、セイクリッドバレーに3/4差をつけて勝利した。

### 5歳（2014年）
5歳初戦、白富士ステークスは好位の４番手からレースを進めると、坂を上って一気に抜け出しアロマカフェに2馬身差をつける完勝でオープン4勝目を挙げる。続く中山記念は3コーナーで捲っていったが10着に敗れた。3か月後、鳴尾記念は後方から上がり最速で追い込み、4着までタイム差なしの接戦を制して1着、重賞初制覇を果たした。続く札幌記念は5着に終わったが、毎日王冠を中団のインから直線で間を割って伸び、逃げ粘るサンレイレーザーをクビ差交わしてゴール、重賞2勝目を飾った。その後は天皇賞（秋）には向かわず、マイルチャンピオンシップに出走する予定だったが回避し金鯱賞に出走、いったん先頭に立つもラストインパクト、サトノノブレスに交わされ3着となる。

### 6歳（2015年）
6歳初戦、アメリカジョッキークラブカップは前の2頭に迫ったが3着、3か月後の産経大阪杯はラキシス、キズナにやや離された3着に入り3戦連続3着となる。連覇を狙った鳴尾記念は4着に敗れる。トップハンデ57.5㎏で挑んだ函館記念は後方から早めにスパートをかけたが前を捕まえきれず4着に敗れた。このレースを最後に引退となり、10月29日に競走馬登録を抹消した。

### 引退後
引退後は乗馬となり、千葉県八街市の東関東ホースプロジェクトに繋養されている。2016年より、引退競走馬の支援活動を行うTCC Japanによる一口支援事業「ウマシェア」の対象馬となっている。

## 競走成績
| 競走日     | 競馬場 | 競走名        | 格       | 距離（馬場）  | 頭 数 | 枠 番 | 馬 番 | オッズ （人気） | 着順 | タイム （上り3F） | 着差 | 騎手       | 斤量   | 1着馬/（2着馬）        |
| ---------- | ------ | ------------- | -------- | ------------- | ----- | ----- | ----- | --------------- | ---- | ----------------- | ---- | ---------- | ------ | ---------------------- |
| 2011.11.20 | 京都   | 2歳新馬       |          | 芝1800m（重） | 18    | 3     | 6     | 013.40（4人）   | 04着 | 01:51.8（35.6）   | -0.6 | 和田竜二   | 55kg   | サンライズマヌー       |
| 0000.12.10 | 阪神   | 2歳未勝利     |          | 芝1800m（良） | 15    | 6     | 11    | 011.20（6人）   | 03着 | 01:49.0（34.3）   | -0.1 | 和田竜二   | 55kg   | タガノキャンドル       |
| 0000.12.24 | 阪神   | 2歳未勝利     |          | 芝1600m（良） | 18    | 3     | 5     | 001.90（1人）   | 01着 | 01:35.1（34.5）   | -0.3 | 和田竜二   | 55kg   | （バハドゥール）       |
| 2012.01.15 | 京都   | 3歳500万下    |          | 芝1600m（良） | 12    | 1     | 1     | 002.90（2人）   | 05着 | 01:34.9（35.0）   | -0.6 | 和田竜二   | 56kg   | ゼロス                 |
| 0000.02.11 | 京都   | つばき賞      | 500万下  | 芝2200m（良） | 12    | 7     | 10    | 003.10（2人）   | 01着 | 01:49.6（34.8）   | -0.3 | 和田竜二   | 56kg   | （ダークナイサー）     |
| 0000.03.24 | 阪神   | 毎日杯        | GIII     | 芝1800m（重） | 13    | 6     | 9     | 008.10（5人）   | 11着 | 01:52.4（38.6）   | -2.8 | 岩田康誠   | 56kg   | ヒストリカル           |
| 0000.05.05 | 東京   | プリンシパルS | OP       | 芝2000m（良） | 17    | 3     | 6     | 007.10（2人）   | 13着 | 02:02.0（35.3）   | -1.1 | 和田竜二   | 56kg   | スピルバーグ           |
| 0000.09.01 | 小倉   | 玄海特別      | 1000万下 | 芝2000m（良） | 14    | 8     | 13    | 005.90（4人）   | 04着 | 01:58.7（33.8）   | -0.3 | 武豊       | 54kg   | ヴィクトリースター     |
| 0000.10.13 | 京都   | 鳴滝特別      | 1000万下 | 芝2200m（良） | 10    | 3     | 3     | 002.20（1人）   | 01着 | 02:13.6（34.1）   | -0.3 | 武豊       | 54kg   | （ダノンマックイン）   |
| 0000.11.10 | 京都   | 比叡S         | 1600万下 | 芝2200m（良） | 12    | 5     | 5     | 002.30（1人）   | 01着 | 02:14.0（33.6）   | -0.2 | 武豊       | 55kg   | （メイショウカドマツ） |
| 0000.12.01 | 中京   | 金鯱賞        | GII      | 芝2000m（良） | 12    | 6     | 7     | 006.70（5人）   | 12着 | 02:01.8（36.3）   | -1.4 | 武豊       | 55kg   | オーシャンブルー       |
| 2013.03.03 | 阪神   | 大阪城S       | OP       | 芝1800m（良） | 16    | 2     | 4     | 005.60（3人）   | 01着 | 01:46.7（34.6）   | -0.2 | C.デムーロ | 56kg   | （サクラアルディート） |
| 0000.05.11 | 京都   | 都大路S       | OP       | 芝1800m（重） | 18    | 8     | 16    | 005.70（2人）   | 03着 | 01:48.0（35.6）   | -0.5 | C.デムーロ | 57kg   | リルダヴァル           |
| 0000.06.01 | 阪神   | 鳴尾記念      | GIII     | 芝2000m（良） | 16    | 8     | 16    | 006.70（4人）   | 04着 | 01:59.1（33.9）   | -0.2 | C.デムーロ | 56kg   | トウケイヘイロー       |
| 0000.06.30 | 函館   | 巴賞          | OP       | 芝1800m（良） | 15    | 3     | 4     | 003.60（2人）   | 01着 | 01:46.0（35.6）   | -0.3 | 松田大作   | 55kg   | （サトノギャラント）   |
| 0000.07.14 | 函館   | 函館記念      | GIII     | 芝2000m（良） | 16    | 3     | 6     | 003.80（1人）   | 10着 | 02:00.4（36.9）   | -1.8 | 和田竜二   | 56.5kg | トウケイヘイロー       |
| 0000.08.18 | 函館   | 札幌記念      | GII      | 芝2000m（重） | 16    | 8     | 15    | 047.4（10人）   | 11着 | 02:11.1（42.5）   | -4.6 | 松田大作   | 57kg   | トウケイヘイロー       |
| 0000.12.14 | 中山   | ディセンバーS | OP       | 芝1800m（良） | 16    | 4     | 8     | 004.50（1人）   | 01着 | 01:48.1（34.9）   | -0.1 | 戸崎圭太   | 56kg   | （セイクリッドバレー） |
| 2014.02.01 | 東京   | 白富士S       | OP       | 芝2000m（良） | 14    | 4     | 6     | 003.90（2人）   | 01着 | 01:59.8（33.7）   | -0.3 | 戸崎圭太   | 57kg   | （アロマカフェ）       |
| 0000.03.02 | 中山   | 中山記念      | GII      | 芝1800m（稍） | 15    | 8     | 14    | 017.60（8人）   | 10着 | 01:51.0（37.8）   | -1.2 | 戸崎圭太   | 56kg   | ジャスタウェイ         |
| 0000.06.07 | 阪神   | 鳴尾記念      | GIII     | 芝2000m（良） | 12    | 8     | 11    | 003.90（1人）   | 01着 | 01:59.1（34.3）   | -0.0 | 戸崎圭太   | 56kg   | （アドマイヤタイシ）   |
| 0000.08.24 | 札幌   | 札幌記念      | GII      | 芝2000m（良） | 14    | 5     | 7     | 020.10（5人）   | 05着 | 02:00.1（36.7）   | -1.0 | 戸崎圭太   | 57kg   | ハープスター           |
| 0000.10.12 | 東京   | 毎日王冠      | GII      | 芝1800m（良） | 15    | 2     | 2     | 013.10（8人）   | 01着 | 01:45.2（33.3）   | -0.0 | 武豊       | 56kg   | （サンレイレーザー）   |
| 0000.12.06 | 中京   | 金鯱賞        | GII      | 芝2000m（良） | 17    | 3     | 5     | 004.40（2人）   | 03着 | 01:59.1（35.1）   | -0.3 | 武豊       | 57kg   | ラストインパクト       |
| 2015.01.25 | 中山   | AJCC          | GII      | 芝2200m（良） | 17    | 5     | 9     | 008.10（2人）   | 03着 | 02:13.9（34.3）   | -0.3 | C.デムーロ | 57kg   | クリールカイザー       |
| 0000.04.05 | 阪神   | 産経大阪杯    | GII      | 芝2000m（不） | 14    | 3     | 4     | 015.00（6人）   | 03着 | 02:03.7（37.5）   | -0.8 | M.デムーロ | 57kg   | ラキシス               |
| 0000.06.06 | 阪神   | 鳴尾記念      | GIII     | 芝2000m（良） | 11    | 3     | 3     | 002.40（1人）   | 04着 | 01:59.3（35.5）   | -0.5 | M.デムーロ | 57kg   | ラブリーデイ           |
| 0000.07.19 | 函館   | 函館記念      | GIII     | 芝2000m（良） | 16    | 6     | 11    | 003.90（1人）   | 04着 | 01:59.8（35.9）   | -0.7 | M.デムーロ | 57.5kg | ダービーフィズ         |

## 血統
| エアソミュールの血統（ゼダーン系 /クロス無し） | エアソミュールの血統（ゼダーン系 /クロス無し）              | エアソミュールの血統（ゼダーン系 /クロス無し） | （血統表の出典）       | （血統表の出典） |
| 父 ジャングルポケット 1998 鹿毛                | 父の父*トニービン Tony Bin 1983 鹿毛                        | *カンパラ Kampala                              | Kalamoun               | Kalamoun         |
| 父 ジャングルポケット 1998 鹿毛                | 父の父*トニービン Tony Bin 1983 鹿毛                        | *カンパラ Kampala                              | State Pension          |                  |
| 父 ジャングルポケット 1998 鹿毛                | 父の父*トニービン Tony Bin 1983 鹿毛                        | Severn Bridge                                  | Hornbeam               | Hornbeam         |
| 父 ジャングルポケット 1998 鹿毛                | 父の父*トニービン Tony Bin 1983 鹿毛                        | Severn Bridge                                  | Priddy Fair            |                  |
| 父 ジャングルポケット 1998 鹿毛                | 父の母*ダンスチャーマー Dance Charmer 1990 黒鹿毛           | Nureyev                                        | Northern Dancer        | Northern Dancer  |
| 父 ジャングルポケット 1998 鹿毛                | 父の母*ダンスチャーマー Dance Charmer 1990 黒鹿毛           | Nureyev                                        | Special                |                  |
| 父 ジャングルポケット 1998 鹿毛                | 父の母*ダンスチャーマー Dance Charmer 1990 黒鹿毛           | Skillful Joy                                   | Nodouble               | Nodouble         |
| 父 ジャングルポケット 1998 鹿毛                | 父の母*ダンスチャーマー Dance Charmer 1990 黒鹿毛           | Skillful Joy                                   | Skillful Miss          |                  |
| 母 エアラグーン 1998 鹿毛                      | 母の父*サンデーサイレンス Sunday Silence 1986 青鹿毛        | Halo                                           | Hail to Reason         | Hail to Reason   |
| 母 エアラグーン 1998 鹿毛                      | 母の父*サンデーサイレンス Sunday Silence 1986 青鹿毛        | Halo                                           | Cosmah                 |                  |
| 母 エアラグーン 1998 鹿毛                      | 母の父*サンデーサイレンス Sunday Silence 1986 青鹿毛        | Wishing Well                                   | Understanding          | Understanding    |
| 母 エアラグーン 1998 鹿毛                      | 母の父*サンデーサイレンス Sunday Silence 1986 青鹿毛        | Wishing Well                                   | Mountain Flower        |                  |
| 母 エアラグーン 1998 鹿毛                      | 母の母*アイドリームドアドリーム I Dreamed a Dream 1987 鹿毛 | Well Decorated                                 | Raja Baba              | Raja Baba        |
| 母 エアラグーン 1998 鹿毛                      | 母の母*アイドリームドアドリーム I Dreamed a Dream 1987 鹿毛 | Well Decorated                                 | Paris Breeze           |                  |
| 母 エアラグーン 1998 鹿毛                      | 母の母*アイドリームドアドリーム I Dreamed a Dream 1987 鹿毛 | Hidden Trail                                   | Gleaming               | Gleaming         |
| 母 エアラグーン 1998 鹿毛                      | 母の母*アイドリームドアドリーム I Dreamed a Dream 1987 鹿毛 | Hidden Trail                                   | Tobacco Trail F-No.4-r |                  |

- 母の半姉にクイーンステークス勝ちのエアデジャヴーとその産駒に秋華賞勝ちのエアメサイアとAJCC勝ちのエアシェイディがいる。
- 母の全兄に皐月賞、菊花賞のクラシック2冠のエアシャカールがいる。